# Sarajevo Spartans 2018
Questa voce raccoglie le informazioni riguardanti i Sarajevo Spartans nelle competizioni ufficiali della stagione 2018.

## Razvojna Liga Američkog Fudbala Bosne i Hercegovine 2018

### Stagione regolare
| Sarajevo 28 gennaio 2018 | Sarajevo Spartans | 42 – 22 referto | Tuzla Saltminers | Stadio Asim Ferhatović Hase |

| Dvorovi 25 febbraio 2018 | Lavovi Bijeljina | 8 – 6 | Sarajevo Spartans | Sportski Centar Savo Milošević |

| Dvorovi 25 febbraio 2018 | Sarajevo Spartans | 16 – 8 | Tuzla Saltminers | Sportski Centar Savo Milošević |

### Playoff
| Tuzla 2018, ore 16:30 | Tuzla Saltminers | 36 – 28 | Sarajevo Spartans | Tušanj City Stadium |

## Hrvatska Football Liga 2018

### Stagione regolare
| Tuzla 16 settembre 2018, ore 12:30 | Tuzla Saltminers | 22 – 44 | Sarajevo Spartans | Stadion NK Rudar Bukinje |

| Zagabria 7 ottobre 2018, ore 14:00 | Zagreb Patriots | 30 – 6 | Sarajevo Spartans |  |

| Bjelovar 20 ottobre 2018, ore 15:00 | Bjelovar Greenhorns | 0 – 20 (0-0 0-0 0-6 0-14) | Sarajevo Spartans | Gradski Stadion |

| 4 novembre 2018 | Split Sea Wolves | 26 – 8 | Sarajevo Spartans |  |

### Playoff
| Sarajevo 2 dicembre 2018, ore 12:00 | Sarajevo Spartans | 36 – 6 | Tuzla Saltminers | Stadio Asim Ferhatović Hase |

## Statistiche di squadra
| Competizione | %Vittorie | In casa | In casa | In casa | In casa | In casa | In casa | In trasferta | In trasferta | In trasferta | In trasferta | In trasferta | In trasferta | Totale | Totale | Totale | Totale | Totale | Totale |
| Competizione | %Vittorie | G       | V       | N       | P       | Pf      | Ps      | G            | V            | N            | P            | Pf           | Ps           | G      | V      | N      | P      | Pf     | Ps     |
| ------------ | --------- | ------- | ------- | ------- | ------- | ------- | ------- | ------------ | ------------ | ------------ | ------------ | ------------ | ------------ | ------ | ------ | ------ | ------ | ------ | ------ |
| Campionato   | .667      | 2       | 2       | 0       | 0       | 58      | 30      | 1            | 0            | 0            | 1            | 6            | 8            | 3      | 2      | 0      | 1      | 64     | 38     |
| Playoff      | .000      | 0       | 0       | 0       | 0       | 0       | 0       | 1            | 0            | 0            | 1            | 28           | 36           | 1      | 0      | 0      | 1      | 28     | 36     |
| Campionato   | .500      | 0       | 0       | 0       | 0       | 0       | 0       | 4            | 2            | 0            | 2            | 78           | 78           | 4      | 2      | 0      | 2      | 78     | 78     |
| / Playoff    | 1.000     | 1       | 1       | 0       | 0       | 36      | 6       | 0            | 0            | 0            | 0            | 0            | 0            | 1      | 1      | 0      | 0      | 36     | 6      |
| Totale       | .556      | 3       | 3       | 0       | 0       | 94      | 36      | 6            | 2            | 0            | 4            | 112          | 122          | 9      | 5      | 0      | 4      | 206    | 158    |